# جيوفاني بوتاريلي
 جيوفاني بوتاريلي (24 يونيو 1957)  موظف حكومي إيطالي، شغل منصب المشرف الأوروبي لحماية البيانات (EDPS). في 4 ديسمبر 2014، بعد ان تم تعيينه بقرار مشترك من البرلمان الأوروبي والمجلس. حيث قُرر أن يقضي فترة خمس سنوات في هذا المنصب. كما شغل منصب مساعد المشرف الاوربي لحماية البيانات EDPS ،  من يناير 2009 حتى ديسمبر 2014. وكان أيضًا عضوًا في القضاء الإيطالي برتبة قاضي محكمة النقض.
قبل انضمامه للهيئة الاوربية المشرفة على البيانات  شغل منصب الامين العام لهيئة حماية البيانات الايطالية Garante per la protezione dei dati personali بين عامي 1997 و 2009

## بداياته
ولد جيوفاني بوتاريلي عام 1957 في فراسكاتي، وهي بلدة صغيرة بالقرب من روما. تخرج «مع مرتبة الشرف» من جامعة لا سابينزا في روما عام 1984، في عام 1989، أصبح قاضيا في محكمة أفزانو. وعمل أيضًا كمساعد تدريس في كلية الحقوق. على وجه التحديد، كان يعمل مع البروفيسور فرانكو كورديرو حول الإجراءات الجنائية حتى عام 1990. تم تعيينه أستاذاً بكلية الحقوق بجامعة لومسا بروما عام 2005، حيث ألقى محاضرات حول حماية البيانات الشخصية والحقوق الأساسية في إيطاليا وأوروبا.
تم تعيينه أيضًا في فريق السياسة رفيع المستوى التابع للمشروع الأوروبي حول "التصور العام للأمن والخصوصية: تقييم المعرفة وجمع الأدلة وترجمة البحوث إلى فعل  - من قبل معهد السلام في أوسلو .
إلى جانب 138 ممثلاً وطنياً آخر، وقع البيان الإيطالي لجدول أعمال رقمي في عام 2011. كان أيضًا مساهمًا منتظمًا في الكتب والمجلات المتخصصة، على الصعيدين الأوروبي والوطني، وهو مؤلف لعدد كبير من الأوراق.

## المناصب التي شغلها

### إدارة التشريعات بوزارة العدل الإيطالية
من عام 1989 إلى عام 1997، كان بوتاريلي مستشارًا في قسم التشريعات بوزارة العدل الإيطالية.
وتعاون مع العديد من الوزراء وساهم في صياغة ومتابعة العديد من الأحكام التنظيمية، لا سيما فيما يتعلق بالقانون الجنائي والإجراءات الجنائية وحماية البيانات. وكان أيضًا عضوًا في العديد من اللجان المشتركة بين الوزارات فيما يتعلق بالهجرة والتمييز العنصري والاحتيال المجتمعي وإلغاء التجريم والإصلاحات الضريبية وقوانين جرائم الكمبيوتر والوصول إلى السجلات السرية ورقمنة الوكالات الإدارية العامة.
وهو مؤلف قانون الخصوصية الإيطالي ن. 675/96 بشأن معالجة البيانات الشخصية.

### مجلس أوروبا
في عام 1990، تم تعيين بوتاريلي كعضو في مختلف مجموعات العمل واللجان، مثل اللجنة الاستشارية للاتفاقية 108، ومركز السلام العادل والديمقراطية، ومجموعة المتخصصين في الوصول إلى المعلومات العامة والفريق العامل المعني بحماية البيانات في الشرطة والمسائل الجنائية.
عينه مجلس أوروبا كخبير، قام بصياغة التقرير ومشروع المبادئ التوجيهية بشأن المراقبة بالفيديو (2003) والتقرير ومشروع التوصية بشأن حماية البيانات الشخصية التي تمت معالجتها لأغراض التوظيف (2011-2013). وكان أيضًا مستشارًا للجنة البندقية حول «المراقبة بالفيديو والحقوق الشخصية».
بالإضافة إلى ذلك، كان بوتاريلي عضوًا في فرق عمل المجلس المختلفة مثل تلك التوجيهات التفاوضية رقم. 95/46 / EC (التوجيه الأوروبي الحالي لحماية البيانات) و 97/66 / EC (بشأن حماية الخصوصية في قطاع الاتصالات).
في عام 1996، خلال فترة الرئاسة الإيطالية للاتحاد الأوروبي، ترأس مجموعة العمل التي وضعت الموقف المشترك بشأن التوجيه رقم. 97/66 / EC.

### الهيئة الإيطالية لحماية البيانات والمشرف الأوروبي لحماية البيانات
من عام 1997 إلى عام 2009، شغل منصب الامين العام لهيئة حماية البيانات الإيطالية. كان رئيسًا للهيئة الإشرافية المشتركة المنشأة بموجب اتفاقية شنغن في 2002-2003، بعد أن كان نائبًا للرئيس في الفترة 2000-2001. في عام 2014، خلف بيتر هوستنكس في منصب المشرف الأوروبي لحماية البيانات، بعد أن شغل منصب مساعد المشرف لولاية واحدة من 2009 إلى 2014.

## وفاتهُ
توفي بوتاريلي في 20 أغسطس 2019، عن عمر يناهز 62 عامًا.

## روابط خارجية
- جيوفاني بوتاريلي على موقع IMDb (الإنجليزية)

أستاذ بكلية الحقوق بجامعة لومسا في روما ؛ Tutela dei dati personali - Legge 675/96 (باللغة الإيطالية) ؛ الأمين العام Garante per la protezione dei dati personali ؛